# Макрина Млађа
Преподобна Макрина или Макрина Млађа је ранохришћанска светитељка. 
Била је сестра светеља Василија Великог и Григорија Ниског. Као девица рано је заручена некоме младићу који је то поштовао до своје смрти. Након тога, Макрина се заветовала да никада неће ступати у брак, већ заједно са својом мајком Емилијом Цезарејском прими монаштво, и остатак живота заједно проведоше у манастиру. 
Сачуване су њене речи молитве пред смрт: „Ти Господе упокојаваш телеса наша сном смрти на неко време, па ћеш их опет пробудити последњом трубом. Прости мене и дај ми да кад се душа свуче од телесне одеће, предстане Теби непорочна и без греха и да буде као тамјан пред Тобом“. 
Умрла је 379. године.
Православна црква прославља Макрину Млађу 19. јула по јулијанском календару.